# Chirchiq (rivier)
De Chirchiq (Kazachs: Шыршык; Şırşık, Oezbeeks: Chirchiq, Russisch: Чирчик; [Tsjirtsjik]) is een rivier in de Oezbeekse viloyat (bestuurlijke regio) Toshkent en een zijrivier van de Syr Darja. De rivier ontstaat door de samenloop van de rivieren Chatkal en Pskem. In haar ongeveer 30 kilometer lange bovenloop stroomt de Chirchiq door een kloof, waarna ze in haar benedenloop steeds breder uitstroomt, terwijl het landschap steeds minder reliëf vertoond. De rivier kent een gemengde aanvoer, die wordt overheerst door sneeuw. Van november tot maart kan er ijsvorming optreden.
Aan de bovenloop van de rivier bevindt zich de kerncentrale van Charvak. Voorbij de stuwdam van Gazalkent, langs het rechter bovenafleidingskanaal bij de waterkrachtcentrale Chirchiq-Bozsuyski kaskad omvat het debiet gemiddeld 183 m/s, Voorbij de waterkrachtecentrale van Troitskaja stroomt de rivier door het Karasukanaal (debiet: 47 m/s) en voorbij de gelijknamige stad Chirchiq voedt de rivier andere kanalen.
In de riviervallei van de Chirchiq liggen de steden Gazalkent, Chirchiq en Tasjkent.